# 萨里 (北达科他州)
萨里（英語：Surrey），是美国北达科他州下属的一座城市。根据2010年美国人口普查，该市有人口934人。2011年估计该市有人口972人，相对于2010年，增长率为4.07%。